# Oxon
Oxon je derivát organické sloučeniny obsahující atom síry navázaný dvojnou vazbou na atom fosforu, odvozený nahrazením tohoto atomu síry atomem kyslíku (též vázaným dvojnou vazbou na fosfor).
Oxony jsou vysoce toxické látky.[zdroj⁠?!]

## Biologický vznik
Vzniká v hepatocytech působením cytochromu P450 z organofosfátů obsahujících síru vázanou dvojnou vazbou s fosforem. Síra je cytochromem P450 vyměněna za kyslík. Například z diazinonu vzniká toxický diazoxon nebo z parathionu parathioxon.